# Futbol'nyj Klub Rotor 2012-2013
Questa voce raccoglie le informazioni riguardanti il Futbol'nyj Klub Rotor nelle competizioni ufficiali della stagione 2012-2013.

## Stagione
Alla prima stagione in PFN Ligi la squadra terminò il campionato al nono posto.

## Maglie
| Manica sinistra · Maglietta · Maglietta · Manica destra · Pantaloncini · Pantaloncini · Calzettoni | Manica sinistra · Maglietta · Maglietta · Manica destra · Pantaloncini · Pantaloncini · Calzettoni | Manica sinistra · Maglietta · Maglietta · Manica destra · Pantaloncini · Pantaloncini · Calzettoni |

## Rosa
| N. |                    | Ruolo | Calciatore         |
| -- | ------------------ | ----- | ------------------ |
| 1  | Russia (bandiera)  | P     | Aleksandr Malyshev |
| 2  | Russia (bandiera)  | D     | Ilya Ionov         |
| 3  | Russia (bandiera)  | D     | Nikolay Olenikov   |
| 5  | Russia (bandiera)  | D     | Dmitri Guzj        |
| 6  | Ucraina (bandiera) | D     | Oleksandr Malygin  |
| 7  | Russia (bandiera)  | A     | Sergey Shumilin    |
| 9  | Russia (bandiera)  | C     | Aleksandr Nechaev  |
| 10 | Russia (bandiera)  | C     | Artur Rylov        |
| 11 | Russia (bandiera)  | A     | Aleksandr Stavpets |
| 13 | Russia (bandiera)  | A     | Aleksandr Korotaev |
| 14 | Russia (bandiera)  | C     | Semen Fomin        |
| 16 | Russia (bandiera)  | P     | Denis Pchelintsev  |
| 19 | Serbia (bandiera)  | C     | Ivan Todorovic     |
| 20 | Russia (bandiera)  | A     | Khyzyr Appaev      |

| N. |                   | Ruolo | Calciatore          |
| -- | ----------------- | ----- | ------------------- |
| 22 | Russia (bandiera) | D     | Nikita Glushkov     |
| 23 | Russia (bandiera) | C     | Sergey Vaganov      |
| 25 | Russia (bandiera) | C     | Aleksandr Leontjev  |
| 27 | Russia (bandiera) | D     | Mikhail Merkulov    |
| 31 | Russia (bandiera) | D     | Andrey Vasyanovich  |
| 38 | Russia (bandiera) | C     | Oleg Aleynik        |
| 77 | Russia (bandiera) | D     | Deviko Khinchagov   |
| 87 | Russia (bandiera) | A     | Aleksey Pugin       |
| 88 | Russia (bandiera) | D     | Ilya Zinin          |
| 90 | Russia (bandiera) | C     | Denis Arlashin      |
| 92 | Russia (bandiera) | D     | Dmitriy Kabutov     |
| -  | Russia (bandiera) | P     | Mikhail Baranovskiy |
| -  | Russia (bandiera) | C     | Sergey Rashevskiy   |
| -  | Russia (bandiera) | A     | Vasili Karmazinenko |

## Risultati

### Campionato
| Arbitro: | Aleksey Sukhoy |

|                        |           |  |
| Aleksandr Stavpets 18’ | Marcatori |  |

| Arbitro: | Vyacheslav Kharlamov |

|                     |           |                 |
| Igor Shevchenko 39’ | Marcatori | 84’ Artur Rylov |

| Arbitro: | Timur Arslanbekov |

|                               |           |  |
| Aleksandr Stavpets 74’ (rig.) | Marcatori |  |

| Arbitro: | Vladislav Bezborodov |

|  |           |                               |
|  | Marcatori | 24’ (rig.) Aleksandr Stavpets |

| Arbitro: | Sergej Kuznecov |

|  |           |                   |
|  | Marcatori | 58’ Mikhail Popov |

| Arbitro: | Vladimir Rogulev |

|                                                  |           |                  |
| Aleksandr Stavpets 53’ (rig.) Ivan Todorovic 88’ | Marcatori | 84’ Georgi Nurov |

| Arbitro: | Aleksey Matyunin |

|                             |           |  |
| Vladimir Korytko 67’ (rig.) | Marcatori |  |

| Arbitro: | Sergej Ivanov |

|  |           |                                                                                   |
|  | Marcatori | 19’ Anatoli Gerk 73’ Gerson Acevedo 79’ Denis Tumasyan 85’ (rig.) Spartak Gogniev |

| Krasnojarsk 6 settembre 2012, ore 13:00 10ª giornata | Enisej            | 0 – 0 referto | Rotor | Stadio Centrale (4.200 spett.)\| Arbitro: \| Vladimir Kazmenko \| |
| Arbitro:                                             | Vladimir Kazmenko |               |       |                                                                   |

| Arbitro: | Vladimir Moskalev |

|                         |           |  |
| Vasili Karmazinenko 18’ | Marcatori |  |

| Arbitro: | Denis Shpilev |

|                          |           |                        |
| Vyacheslav Krendelev 54’ | Marcatori | 87’ Andrey Vasyanovich |

| Arbitro: | German Kravchenko |

|  |           |                  |
|  | Marcatori | 66’ Igor Koronov |

| Mosca 1º ottobre 2012, ore 18:00 14ª giornata | Torpedo Mosca      | 0 – 0 referto | Rotor | Luzhniki Stadium (x spett.)\| Arbitro: \| Vladimir Seldyakov \| |
| Arbitro:                                      | Vladimir Seldyakov |               |       |                                                                 |

| Arbitro: | Vasili Kazartsev |

|                                                             |           |                                 |
| Vasili Karmazinenko 53’ Artur Rylov 72’ Sergey Shumilin 89’ | Marcatori | 90'+5’ (rig.) Azamat Gonezhukov |

| Arbitro: | Sergey Kulikov |

|                   |           |  |
| Denis Tkachuk 58’ | Marcatori |  |

| Arbitro: | Igor Fedotov |

|                                             |           |  |
| Aleksandr Stavpets 40’ Nikolay Olenikov 63’ | Marcatori |  |

| Arbitro: | Denis Shpilev |

|                                   |           |  |
| Artur Rylov 18’ Aleksey Pugin 86’ | Marcatori |  |

| Arbitro: | Kirill Levnikov |

|                    |           |  |
| Artem Voronkin 23’ | Marcatori |  |

| Arbitro: | Vladimir Seldyakov |

|                                                                             |           |  |
| Aleksandr Stavpets 58’ (rig.) Aleksandr Stavpets 67’ Semen Fomin 88’ (rig.) | Marcatori |  |

| Arbitro: | Vladimir Moskalev |

|                      |           |  |
| Mikhail Markosov 61’ | Marcatori |  |

| Arbitro: | Maksim Layushkin |

|  |           |                                           |
|  | Marcatori | 13’ Sergey Vaganov 53’ Aleksandr Korotaev |

| Volgograd 18 marzo 2013, ore 16:00 24ª giornata | Rotor         | 0 – 0 referto | Šinnik | Stadio Zenit (10.700 spett.)\| Arbitro: \| Roman Chernov \| |
| Arbitro:                                        | Roman Chernov |               |        |                                                             |

| Arbitro: | Aleksey Nikolaev |

|                    |           |                |
| Denis Tumasyan 44’ | Marcatori | 75’ Ilya Zinin |

| Arbitro: | Lasha Verulidze |

|  |           |                       |
|  | Marcatori | 63’ Sergey Pyatikopov |

| Arbitro: | Vladimir Rogulev |

|                                               |           |                 |
| Oleksandr Malygin 57’ (aut.) Ivan Shpakov 64’ | Marcatori | 49’ Semen Fomin |

| Arbitro: | Igor Nizovtsev |

|                     |           |                                             |
| Dmitriy Kabutov 54’ | Marcatori | 25’ Otar Martsvaladze 37’ Otar Martsvaladze |

| Arbitro: | Vitali Rushakov |

|                    |           |                       |
| Daniel Buitrago 5’ | Marcatori | 89’ Oleksandr Malygin |

| Volgograd 29 aprile 2013, ore 17:00 30ª giornata | Rotor          | 0 – 0 referto | Torpedo Mosca | Stadio Zenit (7.500 spett.)\| Arbitro: \| Sergey Smirnov \| |
| Arbitro:                                         | Sergey Smirnov |               |               |                                                             |

| Arbitro: | Evgeni Turbin |

|                         |           |  |
| Aleksandr Degtyarev 78’ | Marcatori |  |

| Arbitro: | Sergey Kostevich |

|  |           |                    |
|  | Marcatori | 12’ Sergey Butyrin |

| Arbitro: | German Kravchenko |

|  |           |                                                                 |
|  | Marcatori | 23’ Aleksandr Stavpets 49’ Aleksandr Stavpets 89’ Khyzyr Appaev |

| Arbitro: | Vyacheslav Kharlamov |

|                                                            |           |  |
| Valeri Sorokin 33’ Denis Terentjev 60’ Nikita Bazhenov 76’ | Marcatori |  |

### Coppa di Russia
| Arbitro: | Kirill Levnikov |

|                                                 |           |                                         |
| Aleksandr Egurnev 3’, 76’ Aleksandr Bolonin 25’ | Marcatori | 21’ Vasili Karmazinenko 90’ Dmitri Guzj |